# Почумбень
Почумбень (рум. Pociumbeni) — село в Ришканському районі Молдови. Адміністративний центр однойменної комуни, до складу якої також входить село Друца.